# Monsun
Monsun (1990-2012) est un cheval de course pur-sang anglais, cheval de l'année en Allemagne en 1993 et surtout étalon influent.

## Carrière de courses
Sous les couleurs du Baron von Ullman, qui l'a acquis pour 160 000 DM aux ventes de yearlings, et pour l'entraînement de Heinz Jentzsch, Monsun débute à 2 ans, s'impose lors de ses deux premières sorties avant de marquer le pas à l'automne. Mais à 3 ans il s'affirme comme un prétendant au Deutsches Derby en remportant plusieurs préparatoires, n'étant battu qu'une fois, d'un nez, avant le grand jour. Mais ledit grand jour, il tombe sur un os, Lando, son compagnon d'entraînement alors outsider mais champion en devenir, et monté ce jour-là par Andrzej Tylicki, qui fut et sera son partenaire. Monsun trouve son jour un mois et demi plus tard en s'adjugeant un premier groupe 1, l'Aral-Pokal de Gelsenkirchen (monté par l'occasion par Michael Kinane), puis un autre à l'automne avec le Preis von Europa. Sa saison quasi parfaite, avec six victoires et deux deuxièmes places en huit sorties, lui vaut un titre de cheval de l'année, au nez et à la barbe de Lando, qui a confirmé dans le Grosser Preis von Baden.
Après une rentrée victorieuse à 4 ans dans le Gerling-Preis, Monsun tente l'aventure anglaise dans la Coronation Cup, où, malgré la monte de Pat Eddery, il n'est pas invité dans la lutte finale. De retour au pays, il enchaîne les accessits, doit à nouveau s'incliner face à Lando dans le Grosser Preis von Baden, mais renoue avec le succès à l'automne en s'offrant un doublé dans le Preis von Europa. Sa seconde expédition à l'étranger, en fin de saison, s'avère plus fructueuse que la première puisqu'il décroche le premier accessit du Prix du Conseil de Paris à Longchamp. Monsun effectue une dernière campagne à saison, ponctuée par deux victoires de groupe, mais s'incline pour sa dernière sortie dans l'Aral-Pokal avant de rejoindre le haras. 

### Résumé de carrière
| Date         | Hippodrome    | Pays        | Course                       | Statut      | Distance    | Jockey          | Place       | Écart       | Vainqueur ou deuxième |
| 1992, 2 ans  | 1992, 2 ans   | 1992, 2 ans | 1992, 2 ans                  | 1992, 2 ans | 1992, 2 ans | 1992, 2 ans     | 1992, 2 ans | 1992, 2 ans | 1992, 2 ans           |
| ------------ | ------------- | ----------- | ---------------------------- | ----------- | ----------- | --------------- | ----------- | ----------- | --------------------- |
| 2 août       | Cologne       | Allemagne   | Maiden                       |             | 1 600 m     | H. Horvath      | 1er / 6     | ―           | Figaro                |
| 13 septembre | Hanovre       | Allemagne   | Bahlsen-Rennen               |             | 1 600 m     | Peter Schiergen | 1er / 9     | ―           | Win's Vision          |
| 4 octobre    | Dortmund      | Allemagne   | Auktion-Rennen               |             | 1 400 m     | Andrzej Tylicki | 5e / 17     | ―           | Drakkar Noir          |
| 1er novembre | Munich        | Allemagne   | Auktion-Rennen               |             | 1 600 m     | Andrzej Tylicki | 5e / 10     | ―           | Tropical King         |
| 1993, 3 ans  |               |             |                              |             |             |                 |             |             |                       |
| 18 avril     | Frankfurt     | Allemagne   | Frühjahrs Dreijährigen-Preis | Gr. 3       | 2 000 m     | Peter Schiergen | 1er / 7     | nez         | Komtur                |
| 9 mai        | Hanovre       | Allemagne   | Heinrich Jung Rennen         | Listed      | 2 100 m     | Peter Schiergen | 2e / 10     | nez         | Magical River         |
| 30 mai       | Munich        | Allemagne   | Grosser Hertie Preis         | Gr. 2       | 2 200 m     | Peter Schiergen | 1er / 9     | encolure    | Komtur                |
| 20 juin      | Brême         | Allemagne   | Consul-Bayef-Rennen          | Listed      | 2 200 m     | Peter Schiergen | 1er / 9     | nez         | Paetro                |
| 4 juillet    | Hambourg      | Allemagne   | Deutsches Derby              | Gr. 1       | 2 400 m     | Peter Schiergen | 2e / 19     | 1 ½         | Lando                 |
| 15 août      | Gelsenkirchen | Allemagne   | Aral-Pokal                   | Gr. 1       | 2 400 m     | Michael Kinane  | 1er / 17    | nez         | George Augustus       |
| 31 août      | Baden Baden   | Allemagne   | Preis der Jahrlingsauktion   |             | 2 400 m     | Andrzej Tylicki | 1er / 6     | 3           | Camp David            |
| 26 septembre | Cologne       | Allemagne   | Preis von Europa             | Gr. 1       | 2 400 m     | Andrzej Tylicki | 1er / 7     | 3 ½         | Kornado               |
| 1994, 4 ans  |               |             |                              |             |             |                 |             |             |                       |
| 8 mai        | Cologne       | Allemagne   | Gerling-Preis                | Gr. 2       | 2 400 m     | Andrzej Tylicki | 1er / 5     | 4 ½         | Concepcion            |
| 3 juin       | Epsom         | Royaume-Uni | Coronation Cup               | Gr. 1       | 2 400 m     | Pat Eddery      | 6e / 11     | 4 ½         | Apple Tree            |
| 24 juillet   | Düsseldorf    | Allemagne   | Grosser Preis von Berlin     | Gr. 1       | 2 400 m     | Andrzej Tylicki | 3e / 7      | 2 ¼         | Sternkoenig           |
| 7 août       | Gelsenkirchen | Allemagne   | Aral-Pokal                   | Gr. 1       | 2 400 m     | Andrzej Tylicki | 2e / 6      | 2 ½         | River North           |
| 4 septembre  | Baden Baden   | Allemagne   | Grosser Preis von Baden      | Gr. 1       | 2 400 m     | Andrzej Tylicki | 2e / 7      | 2           | Lando                 |
| 25 septembre | Cologne       | Allemagne   | Preis von Europa             | Gr. 1       | 2 400 m     | Andrzej Tylicki | 1er / 11    | 3           | River North           |
| 16 octobre   | Longchamp     | France      | Prix du Conseil de Paris     | Gr. 2       | 2 400 m     | Guy Guignard    | 2e / 7      | 1/2         | Sunshack              |
| 1995, 5 ans  |               |             |                              |             |             |                 |             |             |                       |
| 30 avril     | Cologne       | Allemagne   | Gerling-Preis                | Gr. 2       | 2 400 m     | Peter Schiergen | 1er / 9     | 1 ¾         | Protektor             |
| 28 mai       | Baden Baden   | Allemagne   | Grosser Preis der Wirtschaft | Gr. 3       | 2 200 m     | Peter Schiergen | 6e / 9      | 13          | Freedom Cry           |
| 25 juin      | Hambourg      | Allemagne   | Hansa-Preis                  | Gr. 2       | 2 200 m     | Peter Schiergen | 1er / 10    | 3/4         | Germany               |
| 6 août       | Gelsenkirchen | Allemagne   | Aral-Pokal                   | Gr. 1       | 2 400 m     | Peter Schiergen | 5e / 7      | 6 ¼         | Wind in Her Hair      |

## Au haras
Installé au haras du Gestüt Schlenderhan, appartenant à son propriétaire, Monsun réussit une formidable carrière d'étalon, dont le prix de saillie révèle l'essor constant, passant de 10 000 DM dans les années 90 à 150 000 € à son apogée en 2008. Il est alors, et de très très loin, l'étalon le plus cher d'Allemagne (où très rares sont les reproducteurs proposés à plus de 10 000 €), et surtout, chose peu commune pour un reproducteur teuton, son aura dépasse l'élevage allemand, puisqu'on lui envoie des poulinières de l'Europe entière, pour certaines issues des plus prestigieux élevages séduits par son pedigree outcross (c'est-à-dire dépourvu des courants de sang hégémoniques de Northern Dancer et autres Mr. Prospector). Quatre fois tête de liste en Allemagne (2000, 2002, 2004, 2006), Monsun a engendré 713 foals dont 108 se sont imposés au niveau des courses principales, un taux très élevé. Il a donné une vingtaine de lauréats de groupe 1, parmi lesquels (avec le nom du père de mère entre parenthèses) : 
- Manduro (Be My Guest) : Prince of Wales's Stakes, Prix Jacques Le Marois, Prix d'Ispahan, meilleur cheval du monde en 2007 selon les ratings FIAH.
- Stacelita (Dashing Blade) : Prix Saint-Alary, Prix de Diane, Prix Vermeille, Prix Jean Romanet, Beverly D. Stakes, Flower Bowl Invitational Stakes, jument de l'année sur le gazon aux États-Unis en 2011.
- Novellist (Lagunas) : Gran Premio del Jockey Club, Grand Prix de Saint-Cloud, King George VI & Queen Elizabeth Stakes, Grosser Preis von Baden. Cheval de l'année en Allemagne en 2013.
- Shirocco (The Minstrel) : Deutsches Derby, Gran Premio del Jockey Club, Breeders' Cup Turf, Coronation Cup. Cheval de l'année en Allemagne en 2005.
- Estimate (Darshaan) : Ascot Gold Cup, stayer de l'année en Europe.
- Maxios (Nureyev) : Prix d'Ispahan, Prix du Moulin de Longchamp.
- Silasol (Gulch) : Prix Marcel Boussac, Prix Saint-Alary.
- Schiaparelli (Old Vic) : Deutsches Derby, Deutschland-Preis, Preis von Europa, Gran Premio del Jockey Club (x2).

- Samum (Old Vic) : Deutsches Derby, Grosser Preis von Baden, tête de liste des étalons allemands en 2008.
- Fiorente (Pilsudski) : Melbourne Cup, Australian Cup.
- Protectionist (Peintre Célèbre) : Melbourne Cup, Grosser Preis von Berlin
- Almandin (Tiger Hill) : Melbourne Cup, Tancred Stakes

Monsun est également un père de mères très recherché. Ses filles ont donné :  
- Waldgeist (par Galileo) : Prix de l'Arc de Triomphe, Grand Prix de Saint-Cloud, Critérium de Saint-Cloud, Prix Ganay,
- Vadeni (par Churchill) : Prix du Jockey Club, Eclipse Stakes, 2e du Prix de l'Arc de Triomphe, 3 ans européen de l'année (2022).
- Pastorius (par Soldier Hollow) : Deutsches Derby, Grosser Dallmayr-Preis, Prix Ganay,
- Sea The Moon (par Sea The Stars) : Deutsches Derby
- Soul Stirring (par Frankel et Stacelita) : Hanshin Juvenile Fillies, Yushun Himba, pouliche de 2 ans de l'année 2016 et pouliche de 3 ans de l'année 2017 au Japon.

Atteint d'une maladie dégénérative, quasiment aveugle à la fin de sa vie, Monsun s'éteint dans son haras en 2012, à 22 ans.

## Origines
Monsun a fait au haras mieux encore que son père Königsstuhl, cheval de l'année en Allemagne en 1979, année où il remporte le Derby et l'Aral-Pokal, et deux fois sacré champion sire en Allemagne en 1988 et 1994. Sa mère Mosella, une fille du grand sire Surumu, pilier de l'élevage d'outre-Rhin et six fois tête de liste quant à lui, avait du talent puisqu'elle remporta une préparatoire au Preis der Diana, mais n'eut pas d'autres produits notables. 

### Pedigree
| Origines de Monsun (GER), mâle bai brun né en 1990 | Origines de Monsun (GER), mâle bai brun né en 1990 | Origines de Monsun (GER), mâle bai brun né en 1990 | Origines de Monsun (GER), mâle bai brun né en 1990 |
| -------------------------------------------------- | -------------------------------------------------- | -------------------------------------------------- | -------------------------------------------------- |
| Père Königsstuhl 1976                              | Dschingis Khan 1961                                | Tamerlane                                          | Persian Gulf                                       |
| Père Königsstuhl 1976                              | Dschingis Khan 1961                                | Tamerlane                                          | Eastern Princess                                   |
| Père Königsstuhl 1976                              | Dschingis Khan 1961                                | Donna Diana                                        | Neckar                                             |
| Père Königsstuhl 1976                              | Dschingis Khan 1961                                | Donna Diana                                        | Donatella                                          |
| Père Königsstuhl 1976                              | Königskrönung 1965                                 | Tiepoletto                                         | Tornado                                            |
| Père Königsstuhl 1976                              | Königskrönung 1965                                 | Tiepoletto                                         | Scarlet Skies                                      |
| Père Königsstuhl 1976                              | Königskrönung 1965                                 | Krönung                                            | Olymp                                              |
| Père Königsstuhl 1976                              | Königskrönung 1965                                 | Krönung                                            | Kaiserkrone                                        |
| Mère Mosella 1985                                  | Surumu 1974                                        | Literat                                            | Birkhahn                                           |
| Mère Mosella 1985                                  | Surumu 1974                                        | Literat                                            | Lis                                                |
| Mère Mosella 1985                                  | Surumu 1974                                        | Surama                                             | Reliance                                           |
| Mère Mosella 1985                                  | Surumu 1974                                        | Surama                                             | Suncourt                                           |
| Mère Mosella 1985                                  | Monasia 1979                                       | Authi                                              | Aureole                                            |
| Mère Mosella 1985                                  | Monasia 1979                                       | Authi                                              | Virtuous                                           |
| Mère Mosella 1985                                  | Monasia 1979                                       | Monacensia                                         | Kaiseradler                                        |
| Mère Mosella 1985                                  | Monasia 1979                                       | Monacensia                                         | Motette (famille 8-a)                              |